# Valīyārān
Valīyārān (persiska: ولياران, وَلگَرَن, وَلياران) är en ort i Iran.   Den ligger i provinsen Zanjan, i den nordvästra delen av landet, 300 km nordväst om huvudstaden Teheran. Valīyārān ligger 2 098 meter över havet och antalet invånare är 605.
Terrängen runt Valīyārān är lite bergig, och sluttar brant västerut. Runt Valīyārān är det ganska glesbefolkat, med 47 invånare per kvadratkilometer. Närmaste större samhälle är Armaghānkhāneh, 3,5 km nordväst om Valīyārān. Trakten runt Valīyārān består i huvudsak av gräsmarker.